# Expressivité (génétique)
 (février 2024).
Si vous disposez d'ouvrages ou d'articles de référence ou si vous connaissez des sites web de qualité traitant du thème abordé ici, merci de compléter l'article en donnant les références utiles à sa vérifiabilité et en les liant à la section « Notes et références ».
L'expressivité, en génétique, est le degré de l'expression d'un phénotype (son intensité) chez l'individu possédant le génotype correspondant (anomalie génique ou chromosomique).
- L'expressivité peut être très variable comme dans la mucoviscidose. Bien que sa transmission est autosomique, la maladie est plus grave chez les femelles que chez les mâles. Il existe parfois des relations entre la mutation génétique et la gravité de l'expressivité.
- L'expressivité, dans les anomalies par répétition de paires de base, dépend du nombre de répétitions comme dans la chorée de Huntington.
- Dans les maladies à transmission autosomique dominante, le caractère homozygote ou hétérozygote modifie ou pas l'expressivité. Dans l'achondroplasie, le portage homozygote est létal. Dans la chorée de Huntington, le portage homozygote modifie très peu la maladie.
- Dans les maladies à transmission autosomique récessive, les porteurs hétérozygotes ont parfois des modifications biologiques pouvant servir à la recherche de ces porteurs.